# Enzootische Ataxie
Die Enzootische Ataxie ist eine bei Schafen, Ziegen, Rehen und Antilopen auftretende Erkrankung infolge eines Mangels am Spurenelement Kupfer. Der Kupfermangel kommt weltweit vor und kann entweder durch niedrige Kupfergehalte im Boden und damit in den Futterpflanzen oder sekundär durch einen erhöhten Molybdän-Gehalt im Futter ausgelöst werden. Er verursacht eine Störung in der vorgeburtlichen Entwicklung und der Reifung des Zentralnervensystems nach der Geburt. Während erwachsene Tiere, ähnlich wie beim Kupfermangel des Menschen, vor allem unspezifische Symptome wie leichte Anämie und Gewichtsabnahme zeigen, kommt es bei Lämmern zu schweren zentralnervösen Ausfallserscheinungen.

## Krankheitsentstehung
Der Kupfermangel tritt vor allem auf eisenreichen Sand- und Moorböden auf. Zudem können einige Kohlarten auf schwefelreichen Böden Kupferantagonisten anreichern. Zu einem Mangel kommt es erst, wenn der Kupferspeicher in der Leber auf weniger als 10 mg/kg und der Blutspiegel auf unter 5 µmol/l absinken. Da Kupfer ein wichtiges Element in einer Vielzahl von Enzymen ist, kommt es zu schweren Störungen in vielen Enzymsystemen. Während es bei erwachsenen Tieren vor allem zu einer mikrozytären Anämie kommt, ist bei Lämmerfeten vor allem die Myelinisierung in der weißen Substanz gestört. Der Mechanismus beruht vermutlich auf einer reduzierten Aktivität des kupferhaltigen Enzyms Cytochrom-c-Oxidase in den Mitochondrien.

## Klinisches Bild und Behandlung
Bei älteren Tieren kann ein Kupfermangel über Jahre symptomlos verlaufen. Neben Abmagerung und reduzierter Elastizität der Wolle treten erhöhte Infektanfälligkeit und Fruchtbarkeitsstörungen auf.
Bei Lämmern treten in der Frühform angeborene schwere zentralnervöse Erscheinungen auf. Die Tiere zeigen Saugschwäche und Paresen bis hin zum Festliegen. Bei der Spätform („sway back“) entwickeln sich die Tiere in den ersten Lebenswochen noch normal, bis zunehmend Gangstörungen (Ataxien) auftreten. Sie zeigen sich zunächst in Schwanken und Umknicken, später fallen die Tiere zur Seite um. Todesfälle sind selten und auch die Lebendmassezunahmen sind kaum reduziert. Daher können die Tiere, obwohl die Erkrankung nicht heilbar ist, noch als Schlachtlämmer verwertet werden. Diese Spätform ist bereits klinisch eindeutig, die Frühform muss dagegen von anderen angeborenen Hirnstörungen abgegrenzt werden, was durch eine Obduktion mit histopathologischer Untersuchung des Gehirns erfolgt. Bei älteren Tieren kann die Behandlung erfolgreich sein. Allerdings sollte die Behandlung nur eingeleitet werden, wenn in Blut oder Leber wirklich reduzierte Kupfergehalte nachgewiesen sind, um eine Kupfervergiftung zu vermeiden.

## Geschichte
Die Erkrankung wurde erstmals vom australischen Veterinärpathologen Harold William Bennetts (1898–1970) Anfang der 1930er Jahre beschrieben. 1937 erkannte er in Zusammenarbeit mit dem analytischen Chemiker F. E. Chapman, dass vermutlich ein Kupfermangel Auslöser der Erkrankung ist.